# Мой отец Евгений
«Мой отец Евгений» — документальный фильм-эссе снятый в 2010 году режиссёром Андреем Загданским о своем отце киносценаристе Евгении Загданском, который на протяжении почти двадцати лет, с 1961 года до 1979 года был главным редактором Киевской студии научно-популярных фильмов. Рассказ автора о жизни отца перемежается с фрагментами научно-популярных фильмов 1950-х — 1970-х годов и письмами Евгения Загданского сыну в Нью-Йорк в 1990-е годы. Фильм снят в Киеве и Нью-Йорке.

## Фестивали и награды
- 21-й Нью-Йоркский еврейский кинофестиваль, Нью Йорк, 2012
- 2-й Нью-Йоркский документальный кинофестиваль, DOC NYC, New York, 2011
- 8-й Международный кинофестиваль «Jewish Eye» — Ашкелон, Израиль, 2011
- 14-й кинофестиваль «1001 документальный фильм», — Стамбул, Турция, 2011
- 51-й Краковский кинофестиваль — Krakowski Festiwal Filmowy, Краков, 2011
- VIII Международный фестиваль документального кино — Documentamadrid, Мадрид, 2011
- Международный правозащитный фестиваль — Docudays UA, Киев, 2011
- Национальная премия «Лавровая ветвь» за лучший документальный фильм, Москва, 2010.
- Артдокфест, Москва 2010.
- Международный кинофестиваль документальных фильмов в Амстердаме, IDFA, 2010.
- Киевский международный кинофестиваль, 2010 — Диплом жюри.

## Пресса
«Мой отец Евгений» — изысканный импрессионистический документальный фильм об историческом прошлом, о времени прожитом отцом и сыном. Используя комбинацию архивных материалов, семейной хроники и фильмов, снятых на киностудии отца, вместе с тревожными кадрами теперь уже заброшенной киностудии, Андрей рассказывает сложную историю своей семьи и своей страны. Работая с различными фактурами режиссёр передает диалектику времени — отец всегда говорит о будущем, сын постоянно обращается к прошлому — и боль разлуки, что одновременно эмоционально и точно.

Джордж Робинсон «The Jewish Week»

"…история отца и сына состоит из нескольких элементов: кинохроника советской эпохи, блестяще снятые кадры Нью-Йорка, сегодняшнего Киева и заброшенной киностудии, семейные кинокадры и фрагменты писем отца к сыну. Все это соединено в приятно «дрейфующий» биографический рассказ, который охватывает десятилетия в жизни Евгения и Андрея. Фильм абсолютно персональный, но, к счастъю, никогда не слезливый. Мне особенно понравилось, как Загданский комментирует каждый новый фрагмент кинохроники: «Здесь мне столько-то лет». Автора нет в кадре, и это не домашние кинофильмы, нет. Его выбор синтаксиса подчеркивает сложное отношениe к кадрам на экране (оба, и покойный отец, и сын, — кинематографисты) и к истории (и взаимоотношения этих кадров с историей) и последовательно проходит через весь фильм. Спокойная эстетика фильма нарочито старомодна, отчего мне ещё больше понравился этот погружающий в мечты фильм.

Джефф Райхерт «Sundance Now».

Я более всех иных увиденных картин «Артдокфеста» полюбила работу Загданского. Это ещё одно «прощание с СССР» (таких фильмов немало; особый, уникальный жанр выработали бывшие советские документалисты) — в очень точной пропорции соединившее общее, внешнее, социально-политическое, и глубоко личное, семейное, сыновнее. Поэтичное.

Ольга Шервуд Полит. Ру

«Мой отец Евгений» — объемная конструкция, в которой жизнь человеческая преломляется в гранях разных эпох, поверяется расставаниями и расстояниями, да и не одна жизнь — автор ведет диалог сквозь время с собственным отцом, смотрит на себя прежнего. Ключевой кадр — когда старик Загданский, уже очень одинокий в своей киевской квартире, отражается в стекле книжной полки, за которым — какая-то афишка, постер с фотографией сына «заокеанского» периода — prosperous film director Andrei Zagdansky. Киев и Манхэттен вспыхивают в картине попеременно и словно качаются на весах.

Дарья Борисова, газета «Культура»

## Съёмочная группа
- Автор сценария, режиссёр и монтажёр: Андрей Загданский
- Оператор: Владимир Гуевский
- Текст писем Евгения Загданского читает: Александр Гельман
- Редактор: Виктория Бондарь
- Монтаж звуковых эффектов: Андрей Рогачев
- Перезапись: Борис Петер
- Продюсеры: Андрей Загданский, Глеб Синявский
- Сопродюсер: Светлана Зиновьева
- Продолжительность фильма: 78 мин.
- Киностудия: AZ Films L.L.C. при участии Inspiration Films
- © 2010 AZ Films LLC и Inspiration Films